# Campeonato Europeo de Balonmano Masculino de 2002
El V Campeonato Europeo de Balonmano Masculino se celebró en Suecia entre el 25 de enero y el 3 de febrero de 2002 bajo la organización de la Federación Europea de Balonmano (EHF) y la Federación Sueca de Balonmano.

## Sedes
| Grupo       | Ciudad      | Instalación    | Capacidad |
| ----------- | ----------- | -------------- | --------- |
| A y I       | Gotemburgo  | Scandinavium   | 12 000    |
| B           | Helsingborg | Idrottens Hus  | 2700      |
| C           | Skövde      | Arena Skövde   | 2500      |
| D           | Jönköping   | Arena Kinnarps | 7000      |
| II          | Västerås    | Västeråshallen | 5000      |
| Ronda final | Estocolmo   | Globen Arena   | 14 500    |

## Grupos
| Grupo A         | Grupo B   | Grupo C   | Grupo D    |
| --------------- | --------- | --------- | ---------- |
| República Checa | Rusia     | España    | Francia    |
| Polonia         | Israel    | Suiza     | Croacia    |
| Suecia          | Dinamarca | Islandia  | Alemania   |
| Ucrania         | Portugal  | Eslovenia | Yugoslavia |

## Primera Fase
Los primeros tres de cada grupo alcanzan la fase principal. Los equipos restantes juegan entre sí por los puestos 13 a 16.

### Grupo A
| Equipo          | J | G | E | P | GF | GC | DG  | PTS |
| --------------- | - | - | - | - | -- | -- | --- | --- |
| Suecia          | 3 | 3 | 0 | 0 | 86 | 63 | +23 | 6   |
| República Checa | 3 | 2 | 0 | 1 | 77 | 82 | -5  | 4   |
| Ucrania         | 3 | 1 | 0 | 2 | 78 | 80 | -2  | 2   |
| Polonia         | 3 | 0 | 0 | 3 | 67 | 83 | -16 | 0   |

| 25 / 01 / 2002  |         |                 |
| Polonia         | 24 – 25 | República Checa |
| Suecia          | 27 – 21 | Ucrania         |
| 26 / 01 / 2002  |         |                 |
| República Checa | 22 – 31 | Suecia          |
| Ucrania         | 30 – 23 | Polonia         |
| 27 / 01 / 2002  |         |                 |
| Ucrania         | 27 – 30 | República Checa |
| Suecia          | 28 – 20 | Polonia         |

### Grupo B
| Equipo    | J | G | E | P | GF | GC | DG  | PTS |
| --------- | - | - | - | - | -- | -- | --- | --- |
| Dinamarca | 3 | 2 | 1 | 0 | 81 | 71 | +10 | 5   |
| Rusia     | 3 | 2 | 1 | 0 | 80 | 70 | +10 | 5   |
| Portugal  | 3 | 1 | 0 | 2 | 65 | 70 | -5  | 2   |
| Israel    | 3 | 0 | 0 | 3 | 67 | 82 | -15 | 0   |

| 25 / 01 / 2002 |         |           |
| Portugal       | 26 – 15 | Israel    |
| Rusia          | 25 – 25 | Dinamarca |
| 26 / 01 / 2002 |         |           |
| Israel         | 26 – 27 | Rusia     |
| Dinamarca      | 27 – 20 | Portugal  |
| 27 / 01 / 2002 |         |           |
| Rusia          | 28 – 19 | Portugal  |
| Dinamarca      | 29 – 26 | Israel    |

### Grupo C
| Equipo    | J | G | E | P | GF | GC | DG  | PTS |
| --------- | - | - | - | - | -- | -- | --- | --- |
| Islandia  | 3 | 2 | 1 | 0 | 88 | 71 | +17 | 5   |
| España    | 3 | 2 | 1 | 0 | 73 | 66 | +7  | 5   |
| Eslovenia | 3 | 0 | 1 | 2 | 79 | 90 | -11 | 1   |
| Suiza     | 3 | 0 | 1 | 2 | 78 | 91 | -13 | 1   |

| 25 / 01 / 2002 |         |           |
| Eslovenia      | 34 – 34 | Suiza     |
| España         | 24 – 24 | Islandia  |
| 26 / 01 / 2002 |         |           |
| Islandia       | 31 – 25 | Eslovenia |
| Suiza          | 22 – 24 | España    |
| 27 / 01 / 2002 |         |           |
| Islandia       | 33 – 22 | Suiza     |
| España         | 25 – 20 | Eslovenia |

### Grupo D
| Equipo     | J | G | E | P | GF | GC | DG  | PTS |
| ---------- | - | - | - | - | -- | -- | --- | --- |
| Alemania   | 3 | 2 | 1 | 0 | 68 | 57 | +11 | 5   |
| Francia    | 3 | 2 | 1 | 0 | 66 | 62 | +4  | 5   |
| Yugoslavia | 3 | 1 | 0 | 2 | 75 | 71 | +4  | 2   |
| Croacia    | 3 | 0 | 0 | 3 | 70 | 89 | -19 | 0   |

| 25 / 01 / 2002 |         |            |
| Croacia        | 22 – 34 | Yugoslavia |
| Francia        | 15 – 15 | Alemania   |
| 26 / 01 / 2002 |         |            |
| Yugoslavia     | 20 – 22 | Francia    |
| Alemania       | 26 – 21 | Croacia    |
| 27 / 01 / 2002 |         |            |
| Alemania       | 27 – 21 | Yugoslavia |
| Francia        | 29 – 27 | Croacia    |

## Segunda fase
Los primeros dos de cada grupo disputan las semifinales. 

### Grupo I
| Equipo          | J | G | E | P | GF  | GC  | DG  | PTS |
| --------------- | - | - | - | - | --- | --- | --- | --- |
| Dinamarca       | 5 | 4 | 1 | 0 | 131 | 113 | +18 | 9   |
| Suecia          | 5 | 4 | 0 | 1 | 141 | 118 | +23 | 8   |
| Rusia           | 5 | 3 | 1 | 1 | 139 | 118 | +21 | 7   |
| República Checa | 5 | 2 | 0 | 3 | 126 | 145 | -19 | 4   |
| Portugal        | 5 | 1 | 0 | 4 | 116 | 134 | -18 | 2   |
| Ucrania         | 5 | 0 | 0 | 5 | 112 | 137 | -25 | 0   |

| 29 / 01 / 2002  |         |           |
| Ucrania         | 23 – 28 | Portugal  |
| República Checa | 25 – 31 | Dinamarca |
| Suecia          | 30 – 26 | Rusia     |
| 30 / 01 / 2002  |         |           |
| República Checa | 20 – 29 | Rusia     |
| Ucrania         | 17 – 21 | Dinamarca |
| Suecia          | 27 – 22 | Portugal  |
| 31 / 01 / 2002  |         |           |
| República Checa | 29 – 27 | Portugal  |
| Ucrania         | 24 – 31 | Rusia     |
| Suecia          | 26 – 27 | Dinamarca |

### Grupo II
| Equipo     | J | G | E | P | GF  | GC  | DG  | PTS |
| ---------- | - | - | - | - | --- | --- | --- | --- |
| Islandia   | 5 | 3 | 2 | 0 | 144 | 125 | +19 | 8   |
| Alemania   | 5 | 3 | 1 | 1 | 116 | 111 | +5  | 7   |
| Francia    | 5 | 2 | 2 | 1 | 123 | 109 | +14 | 6   |
| España     | 5 | 2 | 1 | 2 | 126 | 122 | +4  | 5   |
| Yugoslavia | 5 | 1 | 1 | 3 | 126 | 139 | -13 | 3   |
| Eslovenia  | 5 | 0 | 1 | 4 | 118 | 147 | -29 | 1   |

| 29 / 01 / 2002 |         |            |
| Islandia       | 26 – 26 | Francia    |
| Eslovenia      | 24 – 24 | Yugoslavia |
| España         | 18 – 19 | Alemania   |
| 30 / 01 / 2002 |         |            |
| Islandia       | 34 – 26 | Yugoslavia |
| Eslovenia      | 28 – 31 | Alemania   |
| España         | 27 – 24 | Francia    |
| 31 / 01 / 2002 |         |            |
| España         | 32 – 35 | Yugoslavia |
| Eslovenia      | 21 – 36 | Francia    |
| Islandia       | 29 – 24 | Alemania   |

## Fase final
|  | Semifinales    | Semifinales    |    |                | Final          | Final |  |
|  |                |                |    |                |                |       |  |
|  |                |                |    |                |                |       |  |
|  | 02 / 02 / 2002 |                |    |                |                |       |  |
|  | Dinamarca      | 23             |    |                |                |       |  |
|  | Alemania       | 28             |    |                |                |       |  |
|  |                |                |    |                |                |       |  |
|  |                |                |    |                | 03 / 02 / 2002 |       |  |
|  |                |                |    |                | Alemania       | 31    |  |
|  |                | Suecia         | 33 |                |                |       |  |
|  |                |                |    |                |                |       |  |
|  |                |                |    |                |                |       |  |
|  |                |                |    |                | Tercer Puesto  |       |  |
|  | 02 / 02 / 2002 | 02 / 02 / 2002 |    | 03 / 02 / 2002 | 03 / 02 / 2002 |       |  |
|  | Suecia         | 33             |    | Dinamarca      | 29             |       |  |
|  | Islandia       | 22             |    |                | Islandia       | 22    |  |

## Semifinales
| Fecha    | Partido   | Partido | Partido  | Resultado |
| -------- | --------- | ------- | -------- | --------- |
| 02.02.02 | Dinamarca | -       | Alemania | 23-28     |
| 02.02.02 | Suecia    | -       | Islandia | 33-22     |

## Undécimo lugar
| Fecha    | Partido   | Partido | Partido | Resultado |
| -------- | --------- | ------- | ------- | --------- |
| 02.02.02 | Eslovenia | -       | Ucrania | 29-34     |

## Noveno lugar
| Fecha    | Partido    | Partido | Partido  | Resultado |
| -------- | ---------- | ------- | -------- | --------- |
| 03.02.02 | Yugoslavia | -       | Portugal | 25-31     |

## Séptimo lugar
| Fecha    | Partido | Partido | Partido         | Resultado |
| -------- | ------- | ------- | --------------- | --------- |
| 02.03.02 | España  | -       | República Checa | 36-29     |

## Quinto lugar
| Fecha    | Partido | Partido | Partido | Resultado |
| -------- | ------- | ------- | ------- | --------- |
| 03.03.02 | Rusia   | -       | Francia | 31-28     |

## Tercer lugar
| Fecha    | Partido¹  | Partido¹ | Partido¹ | Resultado |
| -------- | --------- | -------- | -------- | --------- |
| 03.03.02 | Dinamarca | -        | Islandia | 29-22     |

- (¹) -  En Basilea

## Final
| Fecha    | Partido¹ | Partido¹ | Partido¹ | Resultado |
| -------- | -------- | -------- | -------- | --------- |
| 03.03.02 | Alemania | -        | Suecia   | 31-33     |

- (¹) -  En Zúrich

## Medallero
|        |          |           |
| Suecia | Alemania | Dinamarca |

### Clasificación general
| 1. Suecia          |
| 2. Alemania        |
| 3. Dinamarca       |
| 4. Islandia        |
| 5. Rusia           |
| 6. Francia         |
| 7. España          |
| 8. República Checa |
| 9. Portugal        |
| 10. Yugoslavia     |
| 11. Ucrania        |
| 12. Eslovenia      |
| 13. Suiza          |
| 14. Israel         |
| 15. Polonia        |
| 16. Croacia        |

### Equipo ideal
- Mejor jugador del campeonato —MVP—: Magnus Wislander ( Suecia).

| Posición          | Nombre             | País      |
| ----------------- | ------------------ | --------- |
| Portero           | Peter Gentzel      | Suecia    |
| Extremo derecho   | Denis Krivoshlykov | Rusia     |
| Extremo izquierdo | Lars Christiansen  | Dinamarca |
| Pivote            | Magnus Wislander   | Suecia    |
| Central           | Daniel Stephan     | Alemania  |
| Lateral derecho   | Ólafur Stefánsson  | Islandia  |
| Lateral izquierdo | Stefan Lövgren     | Suecia    |

| Predecesor: Croacia 2000 | Campeonato Europeo de Balonmano V edición | Sucesor: Eslovenia 2004 |

- Datos: Q558889